# پر کریستیان الفسن
پِر کریستیان الفسن (نروژی: Per Christian Ellefsen؛ زادهٔ ۱۴ فوریهٔ ۱۹۵۴) یک هنرپیشه اهل نروژ است. وی پس از ۲۰ سال بازیگری، به خاطر بازی در یک فیلم به نام اِلینگ(ساخت سال ۲۰۰۱) در نروژ به یک ستاره تبدیل شد.
از فیلم‌هایی که وی در آن‌ها نقش داشته است، می‌توان به من دینا هستم اشاره نمود.